# Галкин, Николай Владимирович (воздухоплаватель)
Николай Владимирович Га́лкин (р. 21 мая 1971, Жуковский) — российский воздухоплаватель, конструктор воздухоплавательных аппаратов, автор 16 мировых рекордов в воздухоплавании.

## Биография
Женат, имеет двоих детей.
Учился в МВТУ им. Баумана.

## Достижения
Начал летать на тепловых аэростатах в 1996 году. Установил 16 мировых рекордов на тепловых дирижаблях по классификации ФАИ. Может летать на всех типах воздухоплавательной техники. Мастер спорта по воздухоплаванию, общий стаж — более 13 лет. Организатор множества мировых рекордных полетов, лично установил 12 рекордов России.
20 февраля 2004 года на дирижабле AV-1 установил первый мировой рекорд продолжительности полета для тепловых дирижаблей (первый рекорд по воздухоплаванию в России с 1930-х гг).
В апреле 2005 года принимал участие в российской экспедиции «Святая Русь», стартовавшей с архипелага Северная Земля на Северный полюс.
Неоднократно был награждён за вклад в дело воздухоплавания, в том числе серебряным знаком CAI FAI. Член сборной команды России по дирижабельному спорту и по газовому воздухоплаванию, тренер сборной команды России по дирижабельному спорту, серебряный призёр Чемпионата Мира по воздухоплаванию на тепловых дирижаблях 2008 года. Официальный международный спортивный наблюдатель от Федерации авиационного спорта России.
В 2008 году занял второе место на чемпионате по тепловым дирижаблям в Санкт-Петербурге.
Входит в мировой рейтинг лучших пилотов тепловых дирижаблей по версии ФАИ.
С 2000 работает в воздухоплавательном центре «Авгуръ» на должности заместителя главного конструктора, был главным конструктором теплового дирижабля Au-29 «Зяблик» и дирижабля «Беспощадный».
В 2000—2002 гг. выполнял специальные задачи Министерства обороны РФ, связанные с тепловыми газовыми привязными аэростатными мишенями, на полигоне Капустин Яр.
В 2006 году выполнял работы по вводу в эксплуатацию газового дирижабля военного назначения AU-12 в Королевстве Таиланд.
Выполнял специальные задачи в рамках программы Фобос-Грунт по заданию Роскосмоса.
Принимал участие во вводе в эксплуатацию газовых дирижаблей AU-11 и AU-12.
Участник воздухоплавательной программы «Восток», посвящённой 50-летию первого космического полёта, ведущий пилот аэростата специальной формы «Восток». 14 января 2012 года совместно с пилотом Людмилой Самборской совершил первый перелет через Альпы на тепловом аэростате специальной формы «Восток» — первый в мире перелёт на аэростате по данному маршруту.

## Награды
За работу на Северной Земле награждён медалью «На страже Заполярья».
Награждён медалью «300 лет Российскому флоту», рядом других официальных наград Российской Федерации.